# Macrostylophora microcopa
Macrostylophora microcopa är en loppart som beskrevs av Li Kueichen, Chen Ningyu et Wei Shufeng 1974. Macrostylophora microcopa ingår i släktet Macrostylophora och familjen fågelloppor. Inga underarter finns listade i Catalogue of Life.